# Dedicated to Chaos
Dedicated to Chaos è l'undicesimo album in studio del gruppo musicale statunitense Queensrÿche, pubblicato nel 2011.

## Tracce
1. Get Started – 3:33
2. Hot Spot Junkie – 3:57
3. Got It Bad – 3:45
4. Higher – 4:00
5. Wot We Do – 3:45
6. Around the World – 5:10
7. Drive – 4:53
8. At the Edge – 6:03
9. I Take You – 3:50
10. Retail Therapy – 4:13
11. The Lie – 4:18
12. Big Noize – 6:35

## Formazione
Gruppo
- Geoff Tate - voce, sassofono
- Michael Wilton - chitarra
- Eddie Jackson - basso
- Scott Rockenfield - batteria, tastiera

Altri musicisti
- Kelly Gray, Parker Lundgren - chitarre
- Randy Gane - tastiera
- Jason Ames, Miranda Tate - cori